# わんDAY
『わんDAY』（わんデイ）は、2020年3月30日からRBCiラジオ（琉球放送）で放送されているラジオ番組。平日夕方のワイド番組で、毎週月曜 - 金曜 17:00 - 20:00（日本標準時、但し17:30-18:35は中断）に放送。

## 概要・番組内容
放送当日のニュースやスポーツ情報などを伝えながら「わん（沖縄方言で多用される一人称）の一日」についても振り返ることをコンセプトにしており、それが番組タイトルの由来になっている。

### 番組の変遷
開始当初はお笑い芸人のベンビーが全曜日のパーソナリティを務めており、月曜 - 水曜は中村一枝、木曜 - 金曜は放送開始から2021年3月まではRBCアナウンサーの田久保諭がパートナーをつとめたが、田久保は2021年3月29日より同局テレビ（RBCテレビ）の夕方ニュース『RBC NEWS Link』を担当する事となった為僅か1年で降板。
2021年4月からは、それ以前のテレビの夕方ニュース番組である『RBC THE NEWS』（RBCテレビ）を担当していた比嘉俊次（RBCアナウンサー）が木・金のパートナーをつとめている。
2023年4月からは木曜 - 金曜に初恋クロマニヨンの松田しょうをパーソナリティに迎え、月曜 - 金曜を通して担当したベンビーは月曜 - 水曜の担当のみとなった。
ベンビーが活動拠点を東京に移すことに伴い2024年3月を以て降板、中村も同時に降板することとなり、2024年4月1日からは、月曜 - 水曜をみーかーこと玉城美香とこきざみインディアンのもーりー（本名の城間盛次名義）が担当する。

## 出演者
MC
【月 - 水】
- 玉城美香
- 城間盛次（もーりー）（こきざみインディアン）

【木・金】
- 松田しょう（初恋クロマニヨン）
- 比嘉俊次

『あまくま訪問』ラジオカーリポーター
- （金曜→月曜・金曜）宝眞榮日也美（ひなみん）
- （火曜・木曜）砂邊由美（ゆーみー）
- （水曜・木曜→水曜）喜納真愛子（まいまい）

全員『アップ!!』『MUSIC SHOWER Plus+』のリポートと兼務しているほか、毎週水曜23:00から放送の『リポリポ』にもランダムで2名ずつ出演している。

## 過去の出演者
MC
- ベンビー（全曜日→月-水）（ - 2024年3月27日）
- 中村一枝（月 - 水）（ - 2024年3月27日）
- 田久保諭（木・金）（ - 2021年3月）

『あまくま訪問』ラジオカーリポーター
- 田場千珠
- キンピラゴボウ タイガ
- ナガハマヒロキ
- 横山胡桃
- 町田千歩
- 鉄筋ビビンバ・まさたけ
- 普久原実咲（2021年4月 - 2024年3月29日）

## 放送時間
2024年4月1日 - 2024年9月（予定）
- 月 - 金 （第1部） 17:00 - 17:30 （第2部） 18:35 - 20:00

### 過去の放送時間
2020年3月30日 - 2021年3月26日
- 月 - 金 （第1部） 17:00 - 17:30 （第2部） 18:30 - 19:30

2021年3月29日 - 2022年3月25日
- 月 - 金 （第1部） 17:00 - 17:30 （第2部） 18:30 - 20:00

2022年3月28日 - 9月30日
- 月 - 金 （第1部） 17:00 - 17:30 （第2部） 18:20 - 20:00

2022年10月3日 - 2024年3月29日・2024年10月（予定） -
- 月 - 金 （第1部） 17:00 - 17:30 （第2部） 18:25 - 20:00

### 主なフロート番組
- 17:30-17:47 ネットワークトゥデイ（TBSラジオ発）
- 17:47-18:00 NEWS i（RBCアナウンサー持ち回り）
- 18:00-18:05 沖縄サントリーpresents アペリティフストーリー（島袋千恵美）
- 18:05-18:10 宮内一郎のイブニングトーク
- 18:10-18:15 りゅうぎん ドライビングブレイク（田久保諭）
- 18:15-18:20 多良川おもしろ文化講座（八木政男）
- 18:20-18:25 陽心会 presentsこの街で暮らしたい
- 2024年度上半期のみ（予定）18:25-18:35 RBC創立70周年特別番組　懐機・尚巴志（当日6:30-6:40生放送分の再放送）